# Hohenbogen-Kaserne
Die Hohenbogen-Kaserne war eine Kaserne der Bundeswehr in Bad Kötzting, die nach dem Höhenzug Hoher Bogen benannt wurde.
Sie wurde im Jahre 1965 errichtet und von dem 1961 in Furth im Wald aufgestellten Fernmeldesektor F Fernmelderegiment 72 der Luftwaffe der Bundeswehr genutzt. Die Einsatzstellung der Einheit war der Aufklärungsturm auf dem Hohen Bogen.
Im Rahmen der Truppenreduzierungen der Bundeswehr nach 1990 wurde der Fernmeldesektor F aufgelöst. Die Kaserne wurde 2004 aufgegeben und wird seit 2015 als Jugend-, Sport- und Tagungszentrum genutzt.